# 杨树岭站
杨树岭站是一个锦承线上的铁路车站，位于河北省承德市平泉县杨树岭镇，建于1935年，目前为四等站，邮政编码为067503。目前客运：办理旅客乘降；行李、包裹托运；货运：办理整车货物发到。